# Buddleja scordioides
Buddleja scordioides o escobilla es una especie de arbusto perteneciente a la familia de las escrofulariáceas. Es originaria de Arizona, sudeste de Nuevo México, sudoeste de Texas, y el Desierto de Chihuahua de México, donde crece entre matorral xerófito espinoso en suelos alcalinos a una altitud de 600 - 2,500 metros.

## Descripción
B. scordioides es una maleza o arbusto dioico que alcanza un tamaño de 0,3 a 1,2 m de altura, con la corteza triturada. Las ramas jóvenes son subquadrangulares y tomentosas, teniendo pequeñas hojas oblongas a lineares membranaceas de 1 a 3 cm de largo por 0,3 a 0,8 cm de ancho, rugosa anteriormente, y tomentosa en ambas superficies. Las inflorescencias miden 2 - 10 cm de longitud, y comprende 3 a 15 pares de sésiles cabezas, cada una con 15 a 20 flores, las corolas miden 1,5 - 2 mm de largo.

## Propiedades
En Aguascalientes, Durango y Guanajuato su uso medicinal incluye el tratamiento de padecimientos digestivos, principalmente dolor de estómago y diarrea. Además de usarse como eupéptico. Para tal efecto se recomienda tomar la infusión de las ramas o de la raíz, las que, también se aconseja hervir en leche para que la ingieran los niños cuando tienen cólicos.

## Taxonomía
Buddleja scordioides fue descrita por Carl Sigismund Kunth y publicado en Nova Genera et Species Plantarum (quarto ed.) 2: 345–346, pl. 183. 1818.
Etimología
Buddleja: nombre genérico otorgado en honor de Adam Buddle, botánico y rector en Essex, Inglaterra.
Sinonimia
- Buddleja scordioides Kunth var. capitata Watson[5]